# Crinum ornatum
Crinum ornatum är en amaryllisväxtart som först beskrevs av William Aiton, och fick sitt nu gällande namn av Herb.. Crinum ornatum ingår i släktet Crinum, och familjen amaryllisväxter. Inga underarter finns listade i Catalogue of Life.

## Bildgalleri

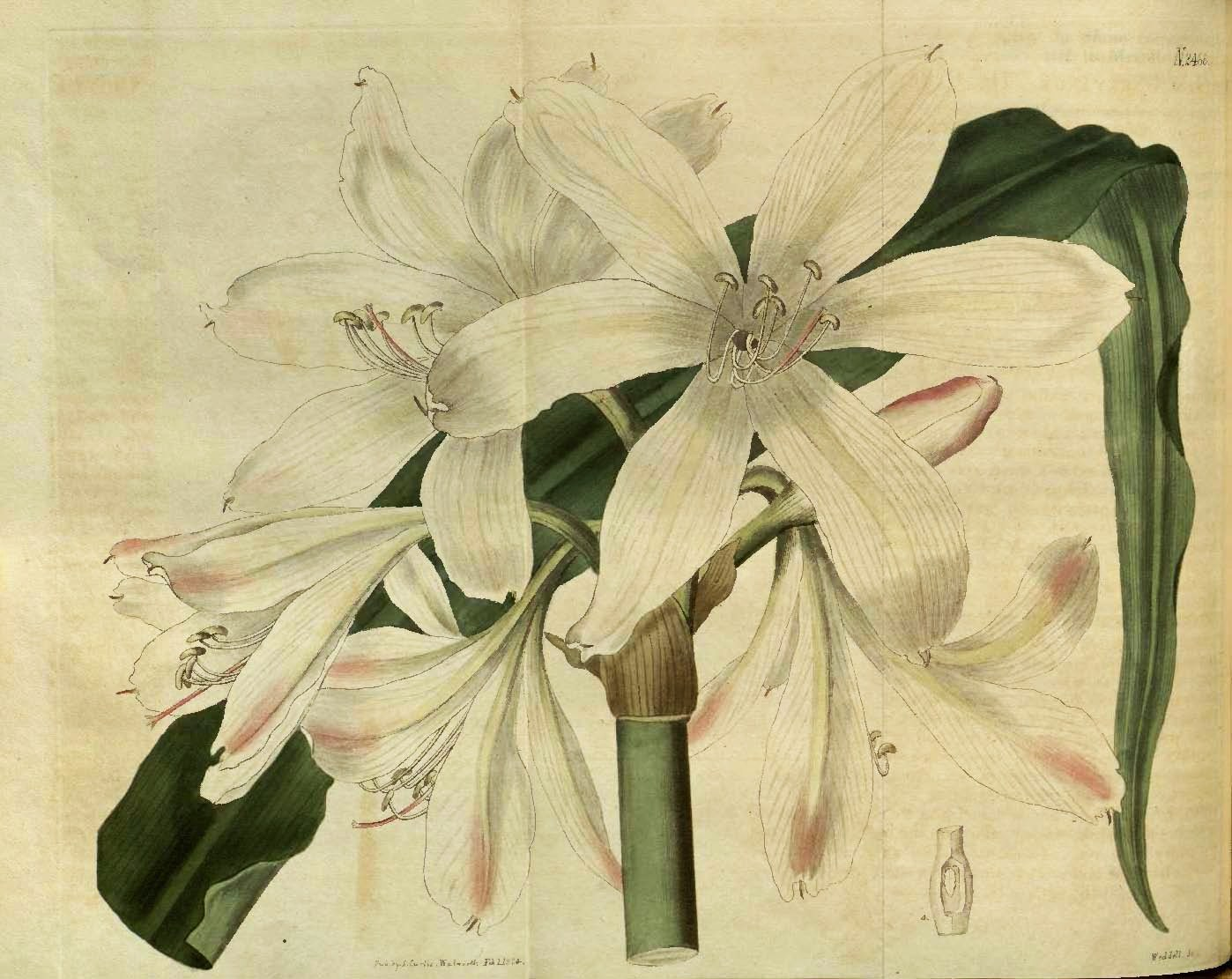
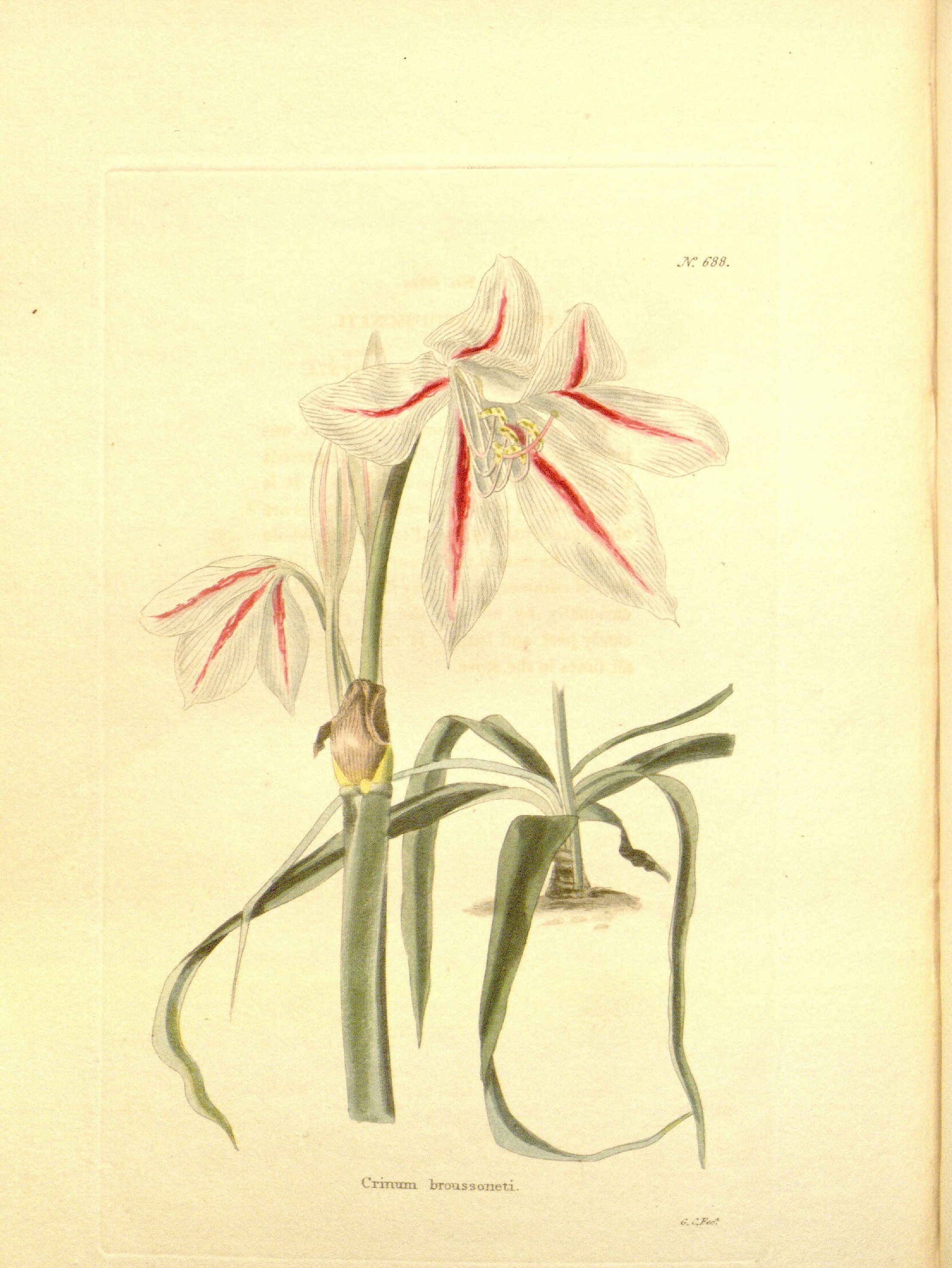
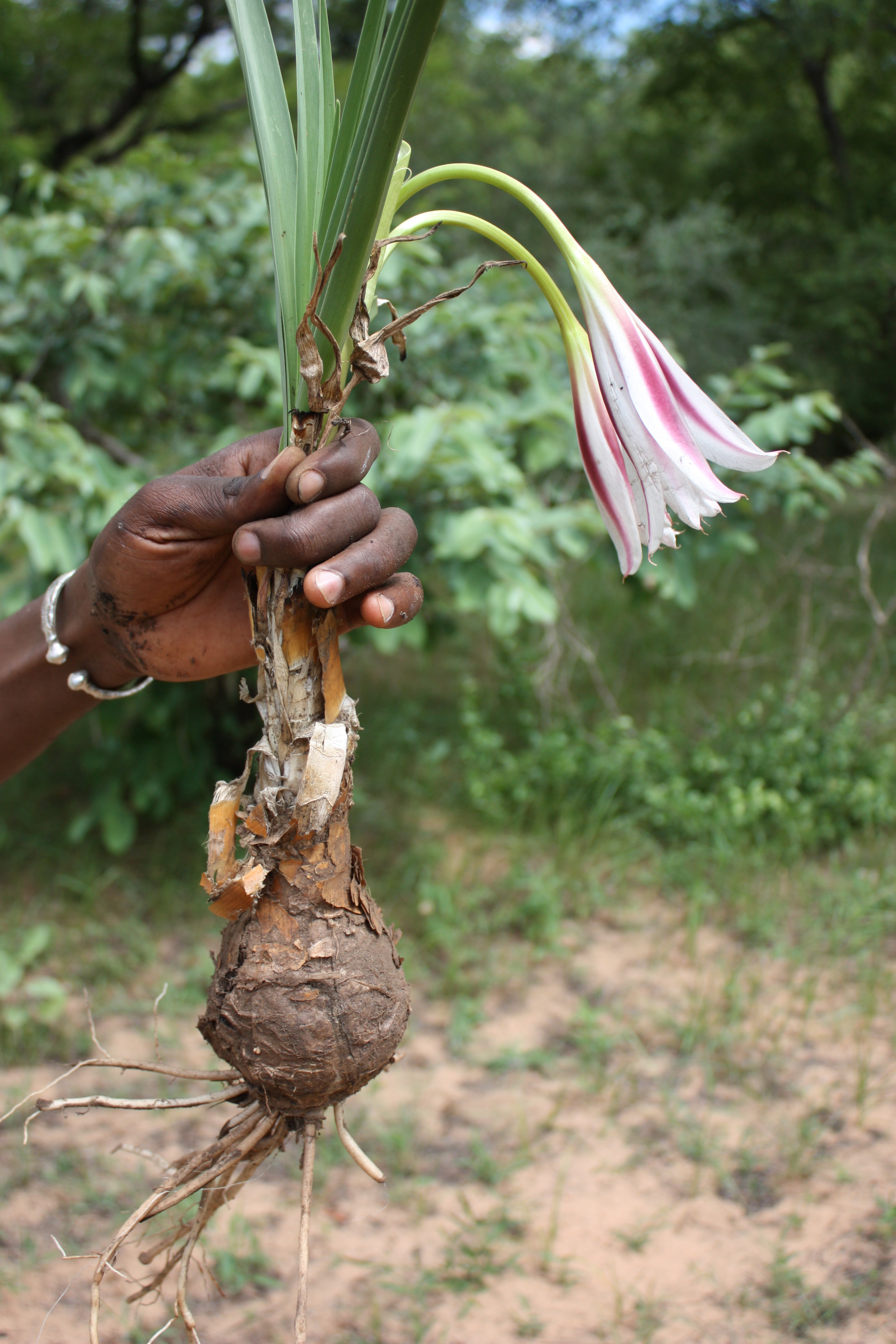
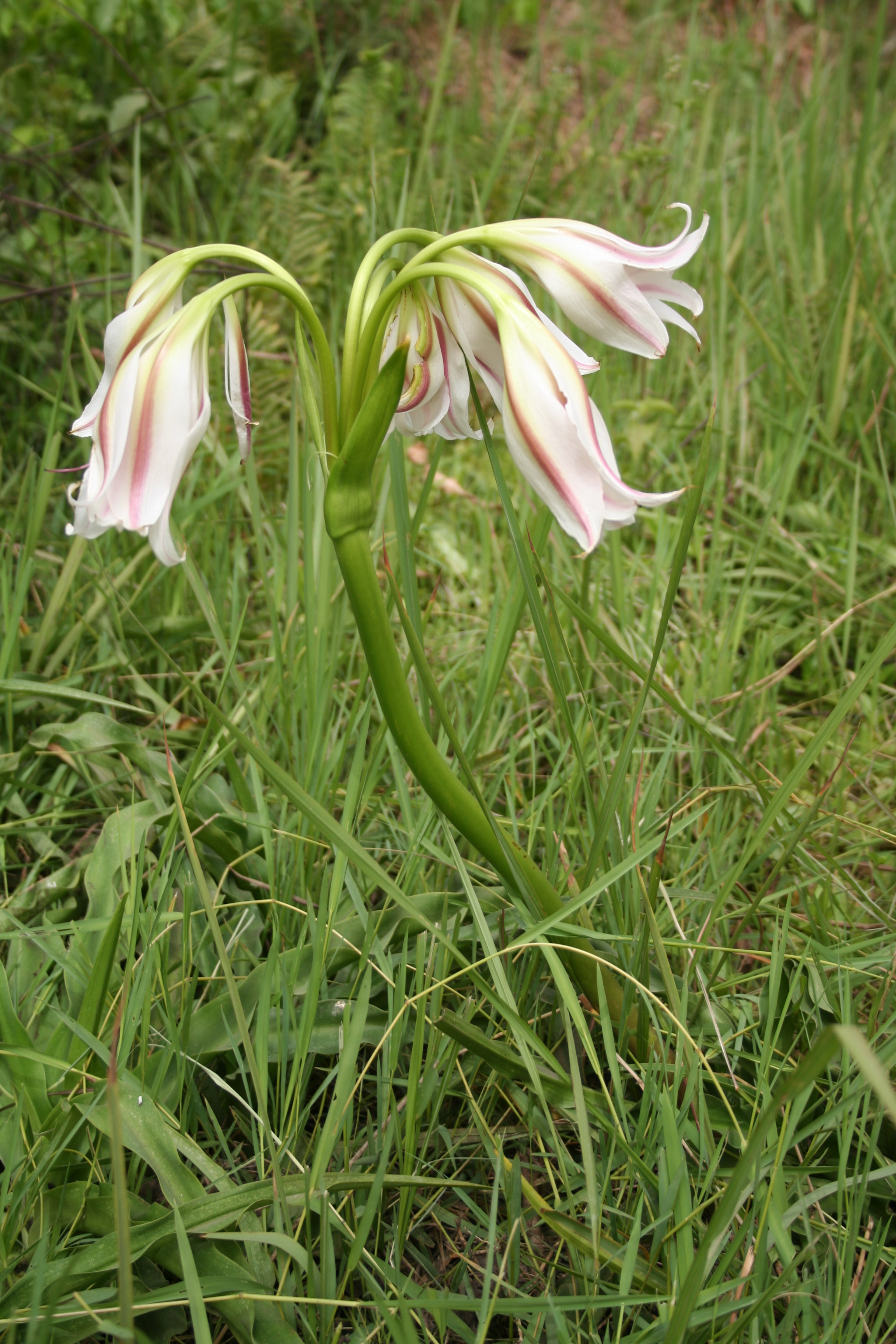
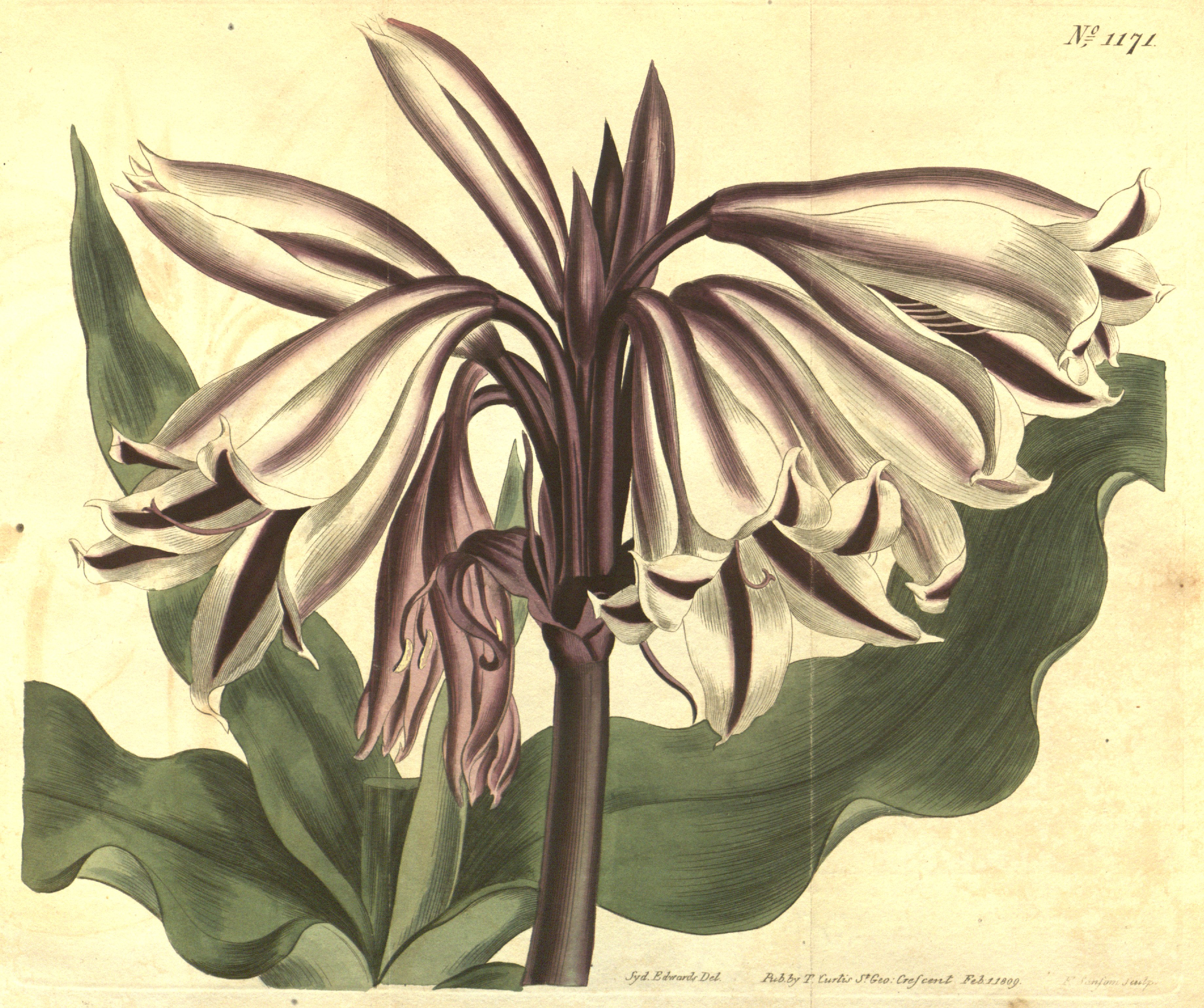
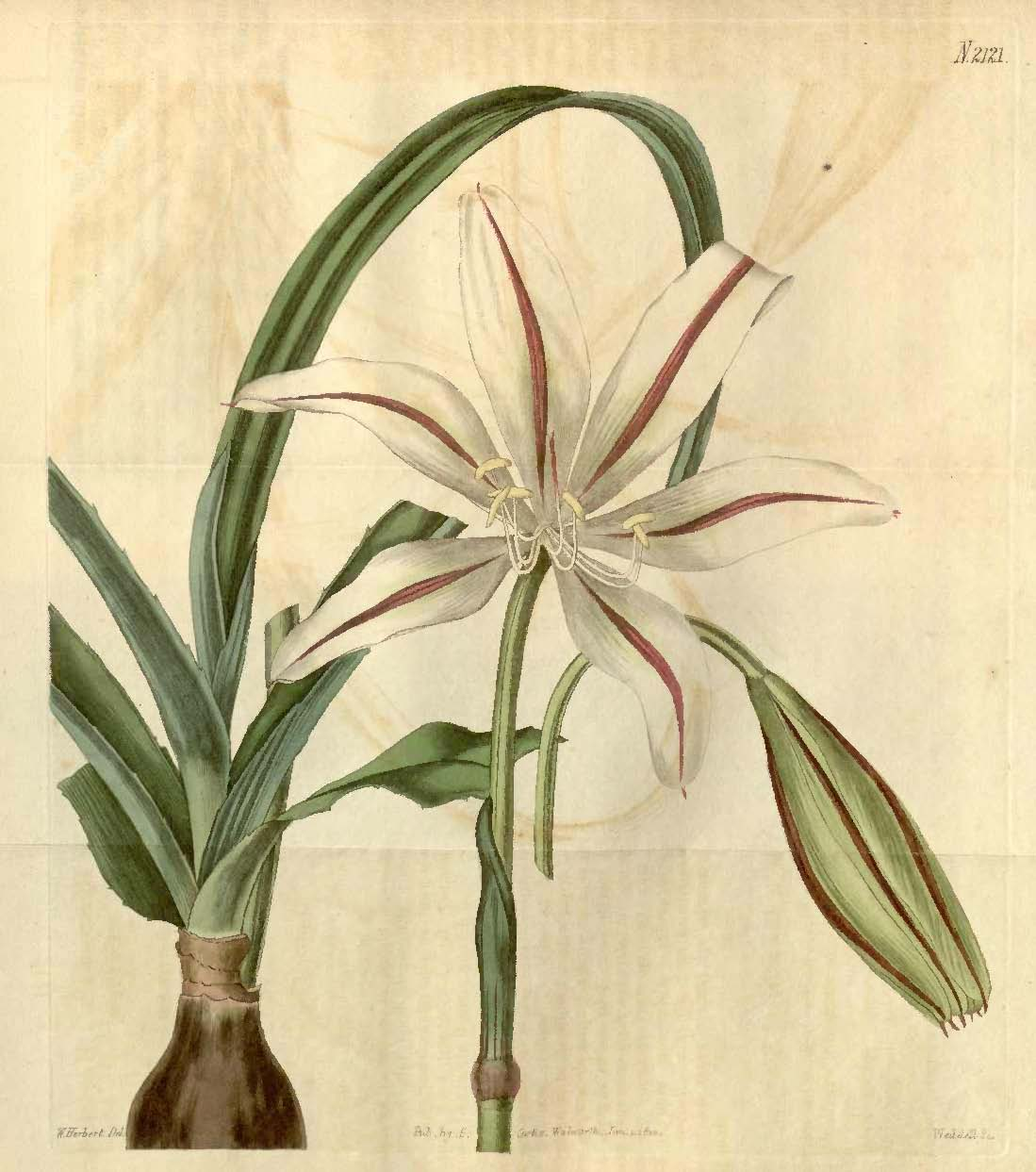